# مراحل العمل حسب لوائح تنظيم الرسوم للمعماريين والمهندسين في ألمانيا HOAI
الأداء العام للمعماريين والمهندسين يقسم حسب لوائح تنظيم الرسوم للمعماريين والمهندسين في ألمانيا (HOAI) إلى عدة مراحل عمل (بالألمانية Leistungsphasen). ينظم ال HOAI مراحل العمل لكل قسم محدد من الرسوم الاجمالية للمعماريين والمهندسين.

## مراحل العمل
حسب قانون ال HOAI برقم 34 (نسخة 2013) توجد للخدمات المطروحة لمبنى أو لغرف داخلية تسع مراحل عمل:
- مرحلة العمل الأولى: تقييم الأساسيات. وهنا يحسب عادة كل ما يتعلق بالقياسات والاعتبارات ما قبل التخطيط الفعلي، وبشكل خاص النقاشات مع منشئ العقد أي الزبون. وفي ال HOAI تمت الإشارة إليها على أنها المراحل التأسيسية على سبيل المثال: توضيح المهمات، والإرشاد حول متطلبات الخدمة، وعلى أنها بشكل خاص توثيق الوضع القائم وتحليل موقع المشروع. قررت المحكمة العدلية الاتحادية الألمانية في تعميم VII ZR 230/11 في شهر آذار 2013 أن المعماريين ملزمون في اطار تقييم الأساسيات، أي في اطار مرحلة العمل الأولى أن يقدموا للزبون تقييم التكاليف المتوقعة للمشروع.
- مرحلة العمل الثانية: المخطط الأولي مع تقدير التكاليف
- مرحلة العمل الثالثة: مخطط التصميم وحساب التكاليف
- مرحلة العمل الرابعة: مخطط التراخيص وموافقة الجهات الرسمية
- مرحلة العمل الخامسة: المخططات التنفيذية
- مرحلة العمل السادسة:التحضير لتوزيع العقود، وتتضمن حساب الكميات والمواصفات
- مرحلة العمل السابعة: المشاركة في توزيع العقود وتتضمن اقتراح الأسعار
- مرحلة العمل الثامنة: مراقبة العقار، الإشراف على البناء والتوثيق
- مرحلة العمل التاسعة: دعم العقار

## مصطلحات عامية
مراحل العمل سابقة الذكر وتسميتها تستخدم في حساب الرسوم HOAI وهي الاستخدام الرسمي الوحيد. في سياق الكلام اليومي بالعامية بين المعماريين والمهندسين يتم عادة استخدام اصطلاحات أخرى:
- مراحل العمل 1 إلى 3: يشار إليها غالبا تحت عنوان التصميم Entwurf.
- مرحلة العمل الخامسة. المخططات التنفيذية يشار اليها في سياق المنشآت فوق الأرضية على أنها مخططات العمل Werkplanung.
- مراحل العمل 6 و 7: يشار إليها غالبا بإعلان المناقصات Ausschreibung وتشمل حساب الكميات والعقود والفواتير.
- مرحلة العمل 8: يشار إليها بشكل عام على أنها الإشراف Bauleitung وهي تتضمن على سبيل المثال لا الحصر حفظ مفكرة البناء.